# Pisa Sporting Club 1985-1986
Questa voce raccoglie le informazioni riguardanti il Pisa Sporting Club nelle competizioni ufficiali della stagione 1985-1986.

## Stagione
Nella stagione 1985-1986 il Pisa appena ritornato in Serie A, non riesce a mantenere la massima categoria e ritorna in Serie B. Gli 11 punti raccolti nel girone di andata e 12 nel ritorno, non bastano quale bottino ai nerazzurri di Vincenzo Guerini per ottenere la salvezza, un vistoso calo nel ritorno, con l'ultima vittoria ottenuta a Napoli il 12 gennaio, le ultime tre partite del torneo con altrttante sconfitte , che permettono all'Udinese di recuperare lo svantaggio, fanno retrocedere il Pisa con Lecce e Bari, di fatto le tre promosse della stagione scorsa dalla Serie B, vi ritornano dopo una sola stagione di permanenza. Ancora l'olandese Wim Kieft il miglior marcatore stagionale pisano con 11 reti, tre in Coppa Italia e 7 in campionato e 1 in Mitropa Cup, discreto anche il contributo della giovane ala romana Paolo Baldieri con 9 centri, dei quali 2 in Coppa Italia e 7 in campionato.
Nella Coppa Italia il Pisa vince prima del campionato il quinto girone di qualificazione, ottenendo tre vittorie e due pareggi, poi negli ottavi di finale, disputati nei primi mesi del 1986, cede al Verona nel doppio confronto.

## Divise e sponsor

Il capitano Berggreen con la maglia strappata – uno scatto divenuto iconico nella storia del calcio pisano –, nella gara contro la (1-1) del 19 gennaio 1986.

Lo sponsor tecnico per la stagione 1985-1986 fu Ennerre, mentre lo sponsor ufficiale fu Deisa Ebano.
| Casa | Trasferta |

## Organigramma societario
Area direttiva
- Presidente: Romeo Anconetani
- General manager: Adolfo Anconetani
- Direttore generale: Davide Scapini
- Segretario: Cesare Mercatali

Area tecnica
- Allenatore: Vincenzo Guerini
- Vice Allenatore: Rosario Rampanti
- Allenatore "Primavera": Massimo Morgia
- Preparatore atletico: Prof. Luciano Meciani

## Rosa
| N. |                   | Ruolo | Calciatore             |
| -- | ----------------- | ----- | ---------------------- |
|    | Italia (bandiera) | P     | Gianpaolo Grudina      |
|    | Italia (bandiera) | P     | Alessandro Mannini     |
|    | Italia (bandiera) | D     | Michele Armenise       |
|    | Italia (bandiera) | D     | Antonio Cavallo        |
|    | Italia (bandiera) | D     | Roberto Chiti          |
|    | Italia (bandiera) | D     | Stefano Colantuono     |
|    | Italia (bandiera) | D     | Stefano Dianda         |
|    | Italia (bandiera) | D     | Franco Ipsaro Passione |
|    | Italia (bandiera) | D     | Domenico Progna        |

| N. |                        | Ruolo | Calciatore                 |
| -- | ---------------------- | ----- | -------------------------- |
|    | Italia (bandiera)      | D     | Giuseppe Volpecina         |
|    | Danimarca (bandiera)   | C     | Klaus Berggreen (capitano) |
|    | Italia (bandiera)      | C     | Bruno Caneo                |
|    | Italia (bandiera)      | C     | Paolo Giovannelli          |
|    | Italia (bandiera)      | C     | Ferruccio Mariani          |
|    | Italia (bandiera)      | C     | Ciro Muro                  |
|    | Italia (bandiera)      | A     | Paolo Baldieri             |
|    | Paesi Bassi (bandiera) | A     | Wim Kieft                  |
|    | Italia (bandiera)      | A     | Antonio Rebesco            |

## Risultati

### Serie A

#### Girone di andata
| Arbitro: | Lombardo (Marsala) |

|                                 |           |              |
| Bergomi 55’ Rummenigge 73’, 75’ | Marcatori | 44’ Armenise |

| Arbitro: | Lanese (Messina) |

|               |           |              |
| Berggreen 33’ | Marcatori | 50’ Giordano |

| Arbitro: | Pezzella (Frattamaggiore) |

|                             |           |           |
| Serena 25’, 83’ Laudrup 66’ | Marcatori | 69’ Kieft |

| Arbitro: | Longhi (Roma) |

|              |           |                         |
| Strömberg 9’ | Marcatori | 58’ Berggreen 82’ Kieft |

| Arbitro: | Lombardo (Marsala) |

|              |           |            |
| Baldieri 20’ | Marcatori | 6’ Rideout |

| Arbitro: | Magni (Bergamo) |

|                  |           |              |
| A. Carnevale 56’ | Marcatori | 27’ Armenise |

| Arbitro: | Pairetto (Torino) |

|                     |           |                |
| Ipsaro Passione 76’ | Marcatori | 21’ A. Bertoni |

| Arbitro: | Lo Bello (Siracusa) |

|  |           |                           |
|  | Marcatori | 60’ Souness 77’ Scanziani |

| Arbitro: | Mattei (Macerata) |

|            |           |  |
| Virdis 70’ | Marcatori |  |

| Arbitro: | Leni (Perugia) |

|                                            |           |              |
| Baldieri 37’, 57’ Kieft 79’ F. Mariani 89’ | Marcatori | 44’ Maccoppi |

| Arbitro: | Sguizzato (Verona) |

|                                                     |           |              |
| Sabato 35’ Corradini 57’ Schachner 69’ Francini 85’ | Marcatori | 2’ Berggreen |

| Arbitro: | Lanese (Messina) |

|                                 |           |  |
| Baldieri 39’ Muro 74’ Kieft 83’ | Marcatori |  |

| Arbitro: | Mattei (Macerata) |

|                   |           |  |
| Boniek 26’ (rig.) | Marcatori |  |

| Arbitro: | Baldi (Roma) |

|  |           |            |
|  | Marcatori | 9’ Briegel |

| Arbitro: | Agnolin (Bassano del Grappa) |

|                   |           |          |
| D. Pellegrini 40’ | Marcatori | 79’ Muro |

#### Girone di ritorno
| Arbitro: | Lo Bello (Siracusa) |

|              |           |  |
| Baldieri 60’ | Marcatori |  |

| Arbitro: | Lombardo (Marsala) |

|  |           |               |
|  | Marcatori | 39’ Berggreen |

| Arbitro: | D'Elia (Salerno) |

|                  |           |                    |
| Kieft 24’ (rig.) | Marcatori | 48’ (rig.) Platini |

| Arbitro: | Pezzella (Frattamaggiore) |

|           |           |              |
| Kieft 75’ | Marcatori | 31’ Donadoni |

| Bari 9 febbraio 1986 20ª giornata | Bari             | 0 – 0 | Pisa | Stadio della Vittoria\| Arbitro: \| Casarin (Milano) \| |
| Arbitro:                          | Casarin (Milano) |       |      |                                                         |

| Pisa 16 febbraio 1986 21ª giornata | Pisa                         | 0 – 0 | Udinese | Stadio Arena Garibaldi\| Arbitro: \| Agnolin (Bassano del Grappa) \| |
| Arbitro:                           | Agnolin (Bassano del Grappa) |       |         |                                                                      |

| Arbitro: | Longhi (Roma) |

|                |           |          |
| A. Ferroni 57’ | Marcatori | 34’ Muro |

| Arbitro: | Casarin (Milano) |

|                                 |           |  |
| Vialli 5’, 19’ Chiti 15’ (aut.) | Marcatori |  |

| Arbitro: | Pairetto (Torino) |

|  |           |             |
|  | Marcatori | 42’ Hateley |

| Arbitro: | D'Elia (Salerno) |

|            |           |              |
| Dirceu 34’ | Marcatori | 69’ Baldieri |

| Pisa 23 marzo 1986 26ª giornata | Pisa             | 0 – 0 | Torino | Stadio Arena Garibaldi\| Arbitro: \| Lanese (Messina) \| |
| Arbitro:                        | Lanese (Messina) |       |        |                                                          |

| Arbitro: | Pieri (Genova) |

|                       |           |              |
| F. Mariani 58’ (aut.) | Marcatori | 27’ Baldieri |

| Arbitro: | Agnolin (Bassano del Grappa) |

|                         |           |                                                                 |
| Kieft 31’ Volpecina 42’ | Marcatori | 24’ (aut.) Volpecina 55’ (aut.) Caneo 57’ D. Bonetti 80’ Pruzzo |

| Arbitro: | Longhi (Roma) |

|                                                |           |  |
| Turchetta 24’ Di Gennaro 55’ Elkjær Larsen 86’ | Marcatori |  |

| Arbitro: | Pieri (Genova) |

|          |           |                            |
| Muro 63’ | Marcatori | 66’ (rig.), 76’ Passarella |

### Coppa Italia

#### Primo turno
| Arbitro: | Da Pozzo (Monza) |

|                                    |           |  |
| Kieft 61’ (rig.) Fabbri 85’ (aut.) | Marcatori |  |

| Arbitro: | Esposito (Torre del Greco) |

|                                      |           |                                            |
| Snidaro 45’ Crialesi 56’ Madonna 88’ | Marcatori | 23’ Progna 33’ Armenise 69’ Muro 81’ Kieft |

| Parma 28 agosto 1985 3ª giornata | Parma               | 0 – 0 | Pisa | Stadio Ennio Tardini\| Arbitro: \| Coppetelli (Tivoli) \| |
| Arbitro:                         | Coppetelli (Tivoli) |       |      |                                                           |

| Arbitro: | Pezzella (Frattamaggiore) |

|                                   |           |             |
| Muro 49’ Kieft 55’ F. Mariani 66’ | Marcatori | 53’ Bencina |

| Arbitro: | Longhi (Roma) |

|                |           |              |
| Di Gennaro 50’ | Marcatori | 76’ Baldieri |

#### Fase finale
| Arbitro: | Boschi (Parma) |

|                                  |           |  |
| Galderisi 12’, 75’ Sacchetti 16’ | Marcatori |  |

| Arbitro: | Frigerio (Milano) |

|                            |           |  |
| Volpecina 19’ Baldieri 54’ | Marcatori |  |

### Coppa Mitropa
| Arbitro: | Glavina |

|               |           |  |
| Berggreen 77’ | Marcatori |  |

| Arbitro: | Matusik |

|                          |           |  |
| Colantuono 42’ Kieft 77’ | Marcatori |  |

## Statistiche

### Statistiche di squadra
| Competizione  | Punti | In casa | In casa | In casa | In casa | In casa | In casa | In trasferta | In trasferta | In trasferta | In trasferta | In trasferta | In trasferta | Totale | Totale | Totale | Totale | Totale | Totale | DR  |
| Competizione  | Punti | G       | V       | N       | P       | Gf      | Gs      | G            | V            | N            | P            | Gf           | Gs           | G      | V      | N      | P      | Gf     | Gs     | DR  |
| ------------- | ----- | ------- | ------- | ------- | ------- | ------- | ------- | ------------ | ------------ | ------------ | ------------ | ------------ | ------------ | ------ | ------ | ------ | ------ | ------ | ------ | --- |
| Serie A       | 23    | 15      | 3       | 7       | 5       | 16      | 16      | 15           | 2            | 6            | 7            | 11           | 24           | 30     | 5      | 13     | 12     | 27     | 40     | -13 |
| Coppa Italia  |       | 3       | 3       | 0       | 0       | 7       | 1       | 4            | 1            | 2            | 1            | 5            | 7            | 7      | 4      | 2      | 1      | 12     | 8      | +4  |
| Coppa Mitropa |       | 2       | 2       | 0       | 0       | 3       | 0       | -            | -            | -            | -            | -            | -            | 2      | 2      | 0      | 0      | 3      | 0      | +3  |
| Totale        |       | 20      | 8       | 7       | 5       | 26      | 16      | 19           | 3            | 8            | 8            | 16           | 31           | 39     | 11     | 15     | 13     | 42     | 48     | -6  |

### Statistiche dei giocatori[5]
| Giocatore          | Serie A  | Serie A | Serie A     | Serie A    | Coppa Italia | Coppa Italia | Coppa Italia | Coppa Italia | Coppa Mitropa | Coppa Mitropa | Coppa Mitropa | Coppa Mitropa | Totale   | Totale | Totale      | Totale     |
| Giocatore          | Presenze | Reti    | Ammonizioni | Espulsioni | Presenze     | Reti         | Ammonizioni  | Espulsioni   | Presenze      | Reti          | Ammonizioni   | Espulsioni    | Presenze | Reti   | Ammonizioni | Espulsioni |
| ------------------ | -------- | ------- | ----------- | ---------- | ------------ | ------------ | ------------ | ------------ | ------------- | ------------- | ------------- | ------------- | -------- | ------ | ----------- | ---------- |
| M. Armenise        | 28       | 2       | ?           | ?          | 6            | 1            | ?            | ?            | 2             | 0             | ?             | ?             | 36       | 3      | ?           | ?          |
| P. Baldieri        | 30       | 7       | ?           | ?          | 7            | 2            | ?            | ?            | 1             | 0             | ?             | ?             | 38       | 9      | ?           | ?          |
| K. Berggreen       | 29       | 4       | ?           | ?          | 5            | 0            | ?            | ?            | 2             | 1             | ?             | ?             | 36       | 5      | ?           | ?          |
| B. Caneo           | 22       | 0       | ?           | ?          | 6            | 0            | ?            | ?            | -             | -             | -             | -             | 28       | 0      | 0+          | 0+         |
| A. Cavallo         | 11       | 0       | ?           | ?          | 5            | 0            | ?            | ?            | 1             | 0             | ?             | ?             | 17       | 0      | ?           | ?          |
| R. Chiti           | 22       | 0       | ?           | ?          | 3            | 0            | ?            | ?            | 2             | 0             | ?             | ?             | 27       | 0      | ?           | ?          |
| S. Colantuono      | 24       | 0       | ?           | ?          | 7            | 0            | ?            | ?            | 2             | 1             | ?             | ?             | 33       | 1      | ?           | ?          |
| S. Dianda          | -        | -       | -           | -          | 1            | 0            | ?            | ?            | -             | -             | -             | -             | 1        | 0      | 0+          | 0+         |
| P. Giovannelli     | 23       | 0       | ?           | ?          | 7            | 0            | ?            | ?            | 2             | 0             | ?             | ?             | 32       | 0      | ?           | ?          |
| G. Grudina         | 1        | -2      | ?           | ?          | -            | -            | -            | -            | -             | -             | -             | -             | 1        | -2     | 0+          | 0+         |
| F. Ipsaro Passione | 22       | 1       | ?           | ?          | 4            | 0            | ?            | ?            | 2             | 0             | ?             | ?             | 28       | 1      | ?           | ?          |
| W. Kieft           | 30       | 7       | ?           | ?          | 6            | 3            | ?            | ?            | 2             | 1             | ?             | ?             | 38       | 11     | ?           | ?          |
| A. Mannini         | 29       | -38     | ?           | ?          | 7            | -8           | ?            | ?            | 2             | 0             | ?             | ?             | 38       | -46    | ?           | ?          |
| F. Mariani         | 25       | 1       | ?           | ?          | 6            | 1            | ?            | ?            | 2             | 0             | ?             | ?             | 33       | 2      | ?           | ?          |
| C. Muro            | 29       | 4       | ?           | ?          | 7            | 2            | ?            | ?            | 2             | 0             | ?             | ?             | 38       | 6      | ?           | ?          |
| D. Progna          | 27       | 0       | ?           | ?          | 7            | 1            | ?            | ?            | 2             | 0             | ?             | ?             | 36       | 1      | ?           | ?          |
| A. Rebesco         | -        | -       | -           | -          | 1            | 0            | ?            | ?            | -             | -             | -             | -             | 1        | 0      | 0+          | 0+         |
| G. Volpecina       | 30       | 1       | ?           | ?          | 6            | 1            | ?            | ?            | 2             | 0             | ?             | ?             | 38       | 2      | ?           | ?          |